# Spanair
Спанер (Spanair) је био шпанска авио-компанија са седиштем у Барселони. До 2009. године је био у власништву САС групе, која и сада поседује нешто мање од 20% акција ове компаније. Лети на домаћим и међународним редовним путничким линијама у Европи, као и на пар линија ка западној Африци. Главна база му је аеродром Ел Прат Барселона у Барселони, а споредне аеродром Барахас Мадрид у Мадриду и аеродром Палма де Мајорка. Авио-компанија има 3.161. запосленог радника.
Спанер је летео од априла 2010. до јануара 2012. три пута недељно до Београда са аеродрома Ел Прат Барселона у Барселони.
Авио-компанија Спанер је престала да лети у поноћ 28. јануара 2012. године, након што је Катар ервејз одлучио да одустане од инвестирања у ову компанију, због бојазни да би били подвргнути истрази од стране Европске комисије због финансијске помоћи коју је Спанер примао од покрајинске каталонске владе. Покрајинска каталонска влада, која је 2008. откупила акције САС-а је донела одлуку да више неће инвестирати у Спанер, јер „тренутна економска ситуација и европски закони који штите конкурентност не дозвољавају јој да настави са финансијским помагањем Спанера“.

## Историја
Спанер је основан у децембру 1986. године, а започео је са радом у марту 1988. године. Основан је као заједничко улагање између САС Скандинејвиен ерлајнс и Виахес Марсанс као чартер превозник. Дуголинијски саобраћај за САД, Мексико и Доминиканску Републику је започео 1991. године, а затим су успостављени и домаћи летови у марту 1994. године. Спанер је у дуголинијском саобраћају, током касних 1990-их, летео авионима типа Боинг 767-300ЕР. Придружио се Стар алајансу 1. маја 2003. године.
Компанија је била 94% у власништву САС Групе која је, у саопштењу за медије, 13. јуна 2007. објавила да ће продати своје акције у компанији Спанер, али је продаја отказана 19. јуна 2008, због незадовољства понуђеном ценом.
Дана 30. јануара 2009. САС Група је прихватила понуду групе инвеститора из Каталоније, након чега је постала мањински акционар.
Током 2009. авио-компанија је расписала конкурс за свој нови лого, а победник је и званично потврђен 13. маја 2009. године.
Од јуна 2009. године, Спанер је започео постепену примену новог корпоративног идентитета на својим авионима.

## Код шер уговори
Спанер има код шер уговоре са следећим авио-компанијама, по подацима из октобра 2010, * означава Стар алијансу.
| - Иџијан ерлајнс * - Ер Канада * - Ер Чајна * - ерБалтик - Ер Еуропа (Скајтим) - Асиана ерлајнс * - Блу1 * - БМИ * - Браселс ерлајнс * | - TAM ерлајнс * - Унајтед ерлајнс * - Кроација ерлајнс * - Иџипт ер * - Естониен ер - Луфтханза * - ЛОТ Полиш ерлајнс * | - САС * [завршава се 1. децембра 2011.] - Сингапур ерлајнс * - Свис интернашонал ерлајнс * - TАП Португал * - Тај ервејз * - Теркиш ерлајнс * - УС ервејз * |

## Флота
| Тип                   | Укупно | Класа | Класа   | Класа   | Напомена                                                                |
| Тип                   | Укупно | C     | Y       | Укупно  | Напомена                                                                |
| --------------------- | ------ | ----- | ------- | ------- | ----------------------------------------------------------------------- |
| Ербас А320            | 19     | 48 –  | 108 180 | 156 180 | Флексибилна конфигурација кабине са две класе                           |
| Ербас A321            | 5      | –     | 212     | 212     |                                                                         |
| Макдонел Даглас МД-82 | 1      | 68 –  | 85 170  | 153 170 | Флексибилна конфигурација кабине са две класе Престанак коришћења: 2012 |
| Макдонел Даглас МД-83 | 3      | 68 –  | 85 170  | 153 170 | Флексибилна конфигурација кабине са две класе Престанак коришћења: 2012 |
| Макдонел Даглас МД-87 | 3      | –     | 125     | 125     | Флексибилна конфигурација кабине са две класе Престанак коришћења: 2012 |
| Total                 | 31     |       |         |         |                                                                         |

Закључно са октобром 2010. године, просечна старост авиона из флоте Спанера износи 11,2 године.

## Галерија
- Ербас A320
- Макдонел Даглас МД-82
- Макдонел Даглас МД-83
- Макдонел Даглас МД-87

## Инциденти и несреће
- 20. августа 2008. - Спанер-ов лет ЈК 5022 на редовној линији Мадрид - Лас Палмас де Гран Канарија, авионом Макдонел Даглас МД-82, регистрације EC-HFP, срушио се са 165 путника и девет чланова посаде непосредно по полетању са аеродрома Барахас у Мадриду. Несрећу је преживело 18 путника.[11]